# Волокна Пуркінє
Волокна Пуркінє — складова провідної системи серця, яка є останньою її частиною. Вони переплітаються з кардіоміоцитами, що забезпечує якісне передавання збудження. Завдяки передаванню імпульсів цими волокнами, збудження потрапляє на міофібрили, викликаючи одночасне скорочення м'язів шлуночків. Це серцеві клітини з вищою провідністю, ніж звичайні міокардіоцити, які проникають у міокард шлуночків крізь папілярні м’язи та бічну стінку шлуночків. Це найбільші клітини, знайдені в серці: вони мають діаметр 70-80 мікрометрів порівняно з 10-15 мікрометрами робочих клітин міокарда, великий діаметр пов'язано з високою швидкістю провідності — приблизно 1-4 м/с порівняно з 0,4-1 м/с для інших клітин провідної системи серця.

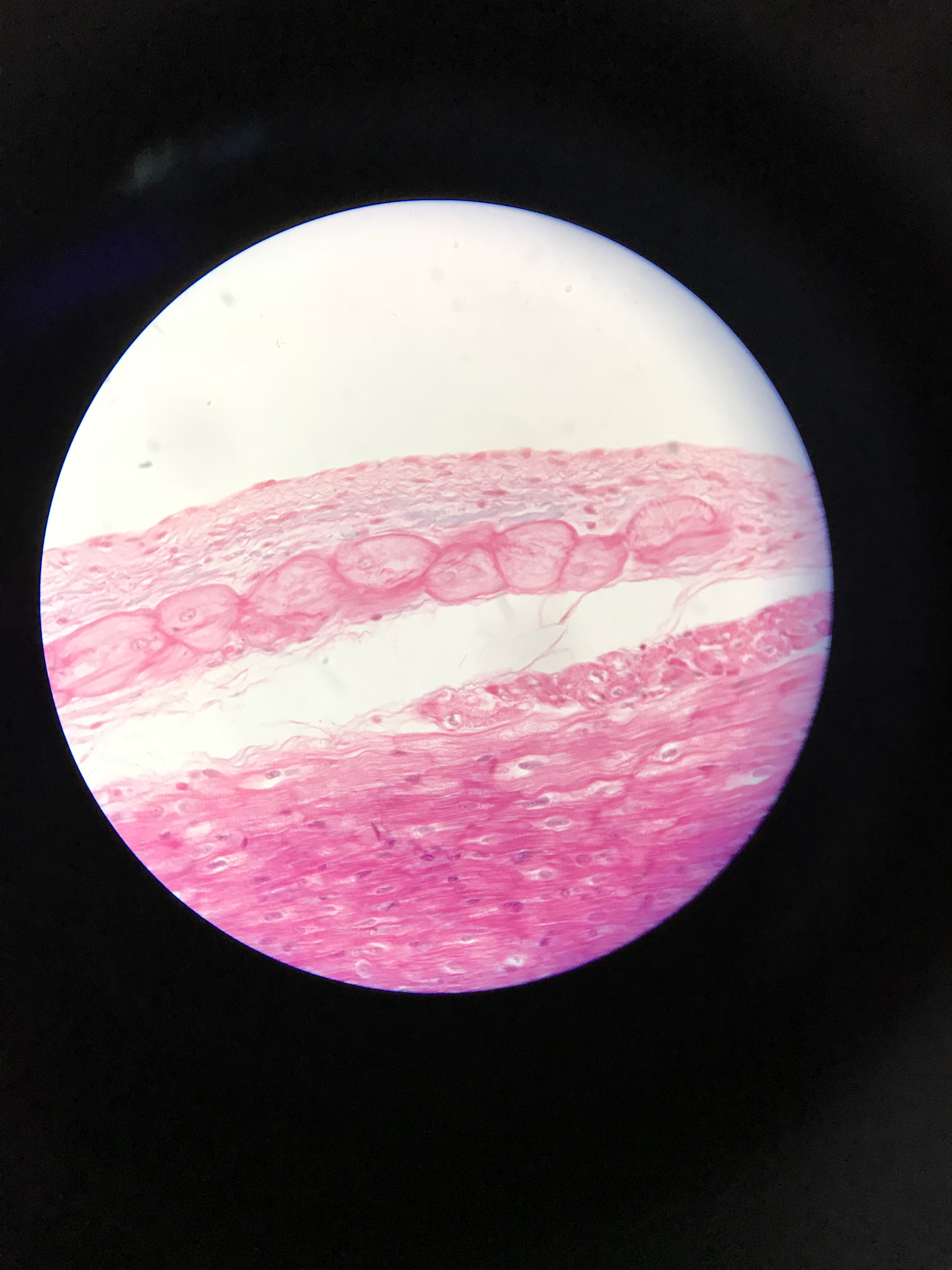
Клітини Пуркінє розташовані таким чином, для утворення своєрідної субендокардіальної мережі, породженої найтоншими кінцевими гілками, по різному анастомозованими правою та лівою ніжками пучка Гіса.

## Анатомія
Пучок Гіса поділяється на дві ніжки, праву і ліву. Ліва ніжка має дві гілки, передню більш грубу і задню, тоншу — після подорожі по обидвох боках міжшлуночкової перегородки, вони збираються разом у волокнах Пуркинє. Меншою мірою вони виявляються в папілярних (сосочкових) м’язах. Вони проникають глибоко в міокард.

## Порівняльна анатомія
Деякі види тварин порівняно з людьми, показують істотні відмінності щодо досягнутої глибини проникнення волокон; у свиней, наприклад, вони завершуються на поверхні епікарда.

## Етимологія
Волокна названо на честь чеського анатома та біолога Яна Евангелісти Пуркинє (1789-1869). Їх відкриття відбулося 1839 року, але щодо їх завдань, вони були вивчені лише згодом — 1906 року завдяки працям японського лікаря Сунао Тавари.

## Функції
Волокна відіграють важливу роль у здійсненні серцевих скорочень: насправді імпульс передається завдяки цим волокнам до міокарда шлуночків, стаючи кінцевою частиною провідної системи серця. Потенціал дії опосередкований конексинами (у волокнах Пуркінє знаходяться конексини 40 і 45), і вони мають відмінний (довший) час реполяризації за подібні клітини. Крім того, інша частина цих волокон, які не прилягають до ендокарду, також мають здатність скорочуватися.
Клітини Пуркинє мають рідкісні електрофізіологічні властивості. Їх потенціал дії дуже схожий у розвитку на мідокардіальні й епікардіальні клітини робочого міокарда, а не на інші вузлові клітини (специфічний міокард). Вони мають дуже розвинену фазу плато потенціалу, яка подовжує його час, коротку фазу ранньої реполяризації, викликану перехідними вихідними струмами калію (перехідними назовні) безпосередньо перед фазою плато, надзвичайно високий сплеск і дуже швидку фазу деполяризації.
У разі порушення дії атріовентрикулярного вузла (вузол Ашоффа-Тавари) і синоатріального вузла (вузол Кейта-Флака) ці клітини беруть на себе завдання кардіостимулятора, розряджаючись притаманним їм чином: з високою інтенсивністю і з низькою частотою. Цей стан називається ідіовентрикулярним кардіостимулятором.
Електричний імпульс проходить крізь клітинну систему Пуркінє приблизно за 80 мілісекунд.

## Патологія
Порушення їх роботи спричинюють аритмії, як під час ідіопатичної шлуночкової тахікардії. Крім того, існує форма дисплазії з залученням волокон, звана гістіоцитоїдною кардіоміопатією.